# Dirk Sauer
Dirk Sauer, född 1 september 1977, gitarrist i det tyska power metal-bandet Edguy. Han började att spela gitarr vid tio års ålder. Han spelar även piano.